# ميخائيل ماكوفسكي
ميخائيل ماكوفسكي (بالروسية: Маковский, Михаил Михайлович)‏ هو لاعب كرة قدم بيلاروسي في مركز الهجوم، ولد في 23 أبريل 1977 في مالادزيشنا في بيلاروس. شارك مع منتخب بيلاروسيا تحت 21 سنة لكرة القدم ومنتخب بيلاروس لكرة القدم. أما مع النوادي، فقد لعب مع دينامو كييف ودينامو مينسك ونادي فورسكلا بولتافا ونادي كشله.

## وصلات خارجية
- ميخائيل ماكوفسكي على موقع اتحاد أوكرانيا (الإنجليزية)
- ميخائيل ماكوفسكي على موقع قاعدة بيانات كرة القدم.إي يو (الإنجليزية)
- ميخائيل ماكوفسكي على موقع ناشيونال فوتبول تيمز (الإنجليزية)
- ميخائيل ماكوفسكي على موقع Soccerway.com (الإنجليزية)